# 奧本海默安全聽證會
奥本海默安全听证会是1954年4月12日至5月6日美国原子能委员会舉辦的为期四周的听证会，此次聽證會主要討論美国科学家罗伯特·奥本海默的個人背景和其所作所為。奥本海默是在第二次世界大戰期間領導洛斯阿拉莫斯国家实验室的美國科學家，作為曼哈頓計畫的一部分來開發原子彈。听证会結束後，奥本海默的Q许可证被吊销。這標誌著他與美國政府正式關係的結束，並引發了關於奧本海默的待遇是否公平，或者是否是反共麥卡錫主義的表現的相當大的爭議。
听证会召開之时，奥本海默是美国原子能委员会顧問委員會主席。他拒绝自愿放弃Q许可证。奥本海默在美国原子能委员会的合同原本将在1954年6月底到期。他的几位同事在听证会上作证。听证会的最終裁決結果是二比一，奥本海默最終被剝奪了Q许可证，次日其在美国原子能委员会的任職合同到期。
對奧本海默忠誠度的懷疑可以追溯到1930年代，當時他是許多共產黨陣線組織的成員，並與美國共產黨成員有聯繫，包括他的妻子、兄弟和嫂子。1942年，他被任命為洛斯阿拉莫斯国家实验室主任，並於1947年擔任頗具影響力的美国原子能委员会總諮詢委員會主席。在這一職位上，奧本海默捲入了美國陸軍和陸軍之間的官僚衝突。美國空軍對國家所需核武類型的爭論，科學家之間對氫彈可行性的技術衝突，以及與美国原子能委员会委員刘易斯·斯特劳斯的個人衝突。
失去安全許可結束了奧本海默在政府和政策中的角色。他成為了一名學術流亡者，與他以前的職業生涯和他幫助創造的世界隔絕了。那些作證反對奧本海默的人的聲譽也受到損害，儘管奧本海默的聲譽後來被约翰·肯尼迪總統和林登·约翰逊總統部分恢復。科學家被視為「公共政策祭司」的短暫時期結束了，此後他們只能為國家提供狹隘的科學觀點。在美國政府工作的科學家注意到，異議不再被容忍。
听证会的裁決結果一直備受爭議，在2022年12月16日，美國能源部長珍妮弗·格蘭霍姆宣佈1954年聽證會的裁決結果無效，稱這是「有缺陷的過程」的結果，並確認奧本海默是忠誠的。

## 外部連結
- （英文）J. Robert Oppenheimer Personnel Hearings Transcripts （页面存档备份，存于）
- （英文）1982 Audio Interview with Haakon Chevalier by Martin Sherwin （页面存档备份，存于） Voices of the Manhattan Project
- （英文）Nobel Prize-winning physicist Roy Glauber and Oppenheimer biographer Priscilla McMillan discuss how J. Robert Oppenheimer changed over the years （页面存档备份，存于） Voices of the Manhattan Project
- （英文）Letter from William Borden to J. Edgar Hoover, Nov. 7, 1953